# Dancing Queen (bài hát của Girls' Generation)
"Dancing Queen" (tiếng Hàn Quốc: 댄싱 퀸) là một bài hát của nhóm nhạc nữ Hàn Quốc Girls' Generation, được phát hành vào ngày 21 tháng 12 năm 2012 với vai trò là đĩa đơn mở đường cho album tiếng Hàn thứ tư của nhóm, I Got a Boy. Bài hát được thu âm vào năm 2008 theo kế hoạch ban đầu là để làm ca khúc chủ đề cho mini-album tiếng Hàn đầu tay của nhóm, tuy nhiên đã bị giữ lại. Sau đó "Gee" đã được chọn để thay thế "Dancing Queen".
"Dancing Queen", được làm lại từ bài "Mercy" của ca sĩ người Anh Duffy, là bài hát đầu tiên mà Girls' Generation phát hành tại Hàn sau 14 tháng tạm ngừng hoạt động để ra mắt một số đĩa đơn tại Nhật Bản cũng như album tiếng Nhật thứ hai của nhóm, Girls & Peace.

## Thực hiện và phát hành
Ngày 20 tháng 12 năm 2012, SM Entertainment đăng lên Twitter một bức ảnh với dòng chữ "2012. 12. 21 10 A.M." bên dưới một biểu trưng chứa tên của nhóm được bao quanh bởi quốc hoa của Hàn Quốc. Bài hát được cho là một bản cover.
Một ngày sau, cả đĩa đơn và video âm nhạc của bài hát được phát hành, cùng với sự ra mắt của các hình ảnh giới thiệu cho album "I Got a Boy" của từng thành viên, bắt đầu với Hyoyeon.

## Quảng bá
Girls' Generation biểu diễn "Dancing Queen" lần đầu tiên trên chương trình đặc biệt Girls’ Generation’s Romantic Fantasy của đài MBC vào ngày 1 tháng 1 năm 2013. Sau đó, cùng với "I Got a Boy", nhóm cũng biểu diễn bài hát này trên M! Countdown của Mnet, Music Bank của KBS, Music Core của MBC và Inkigayo của SBS lần lượt vào các ngày 3, 4, 5 và 6 tháng 1 năm 2013.

## Doanh số
Sau khi được phát hành, "Dancing Queen" nhanh chóng đứng đầu tất cả các bảng xếp hạng âm nhạc trực tuyến của Hàn Quốc. Chỉ trong vòng một ngày, bài hát đã bán được 138,344 bản, sau đó lọt vào vị trí thứ 7 trên bảng xếp hạng Gaon Download Chart, và thứ 11 trên bảng xếp hạng Gaon Singles Chart trong tuần đầu tiên. Bài hát cũng đạt vị trí thứ 65 trên bảng xếp hạng Gaon Streaming Chart. "Dancing Queen" xuất hiện lần đầu tiên trên bảng xếp hạng K-Pop Hot 100 ở vị trí thứ 2. Một tuần sau, bài hát chiếm vị trí đầu bảng trên cả hai bảng xếp hạng Gaon Singles và Download.

## Bảng xếp hạng
| Bảng xếp hạng                | Thứ hạng cao nhất |
| ---------------------------- | ----------------- |
| Gaon Singles Chart           | 1                 |
| Gaon Digital Downloads Chart | 1                 |
| Goan Monthly Singles Chart   | 9                 |
| Gaon Streaming Singles Chart | 2                 |
| Gaon Mobile Ringtone Chart   | 5                 |
| Billboard K-Pop Hot 100      | 2                 |